# ブルークラッシュ
『ブルークラッシュ』（Blue Crush）は、2002年のアメリカ映画。
ハワイ・オアフ島を舞台にサーフィン大会で優勝を目指す若い女性サーファーを描いたスポーツ映画。
主人公達がハウスキーピングとして働いているホテルはJWマリオット・イヒラニ・リゾート&スパで、作中でタオルやルームサービスのメニューには「Lanakai」と書かれてあった。

## キャスト
| 役名         | 俳優                 | 日本語吹き替え |
| ------------ | -------------------- | -------------- |
| アン・マリー | ケイト・ボスワース   | 川上とも子     |
| イーデン     | ミシェル・ロドリゲス | 皆川純子       |
| リーナ       | サノー・レイク       | 浅野まゆみ     |
| マット       | マシュー・デイヴィス | 山野井仁       |
| ペニー       | ミカ・ブーレム       | たかはし智秋   |

※その他の日本語吹き替え：石川ひろあき／木村雅史／望月健一／花輪英司／新垣樽助／沢海陽子／朴璐美／柳沢真由美／水落幸子／稲葉実／吉田孝／野中秀哲／仮屋昌伸／吉野貴宏／よのひかり／田村聖子／紗川じゅん／髙階俊嗣／白熊寛嗣

## 日本語版制作スタッフ
- 演出：久保宗一郎
- 翻訳：田尾友美
- 調整：佐藤弘幸
- 制作：東北新社